# Priyanka Xi
Priyanka Xi (Wellington, 28 luglio 1991) è un'attrice neozelandese.
Xi ha iniziato la sua carriera di attrice professionista come adolescente nella prima serie di The Killian Curse. Il suo primo ruolo in un film è stato Kirstie MacMorrow nel film The Water Horse - La leggenda degli abissi.
Nel 2013 Xi ha partecipato nell'Actors Program, prendendo parte alla realizzazione di Camino Real di Tennessee Williams. Nel 2014 ha interpretato la parte di Saunders nella realizzazione a cura della Auckland Theatre Company dello spettacolo Fallen Angels di Noël Coward.

## Filmografia
| Anno | Titolo                                     | Ruolo             | Note                    |
| ---- | ------------------------------------------ | ----------------- | ----------------------- |
| 2006 | The Killian Curse                          | Chelsea Regans    | Solo per la 1ª stagione |
| 2007 | The Water Horse - La leggenda degli abissi | Kirstie MacMorrow | Non protagonista        |